# Koutoubia-Moschee

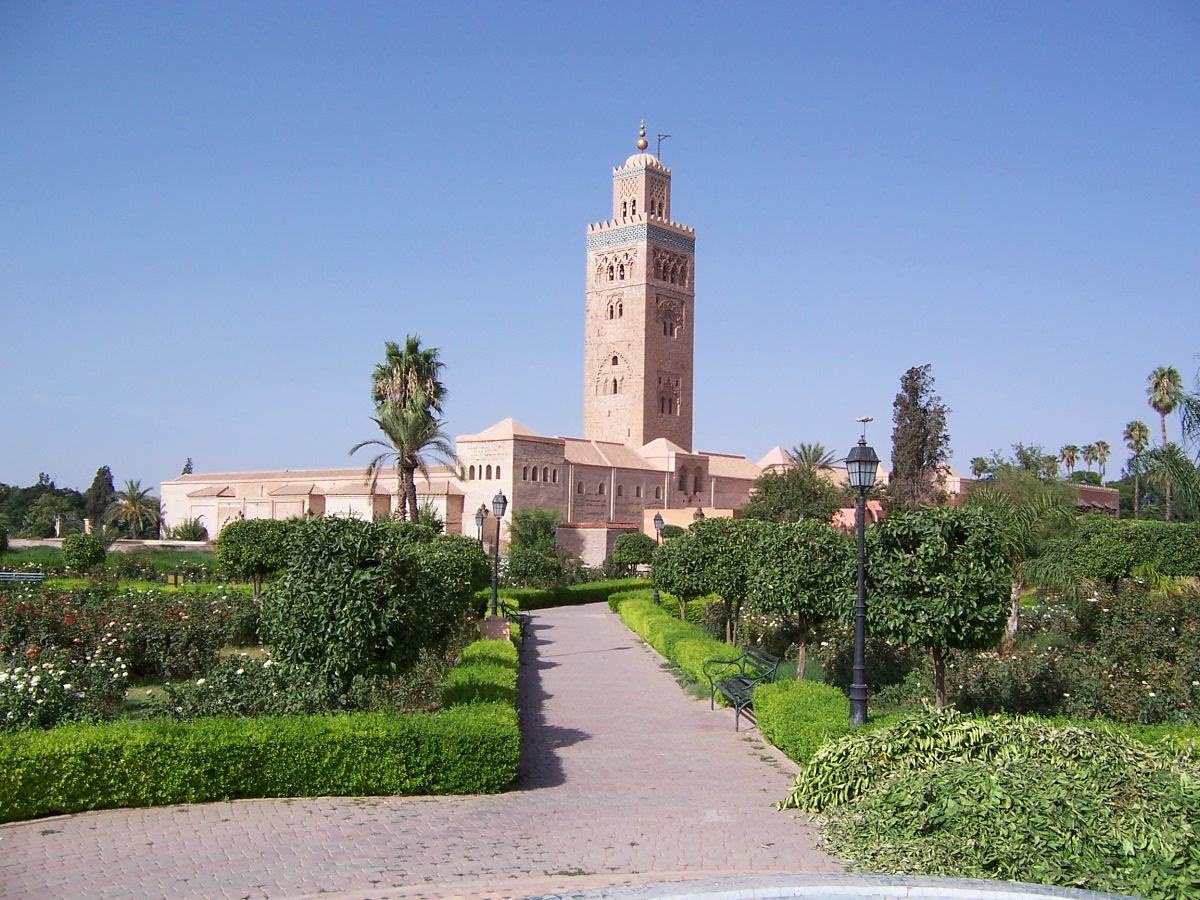
Koutoubia-Moschee mit Minarett. Anders als bei den meisten Moscheen Marokkos ist die Qibla-Wand aus Stein gemauert und – vergleichbar der Moschee von Tinmal – mit Ecktürmchen sowie einem kleinen Aufbau über dem Mihrab versehen.

Die Koutoubia-Moschee (arabisch جامع الكتبية, DMG Ǧāmiʿ al-kutubiyya, dt. etwa ‚Moschee der Buchhändler‘) ist die größte Moschee von Marrakesch. Sie stammt aus der 2. Hälfte des 12. Jahrhunderts und ist damit eine der ältesten Moscheen Marokkos.

## Baugeschichte

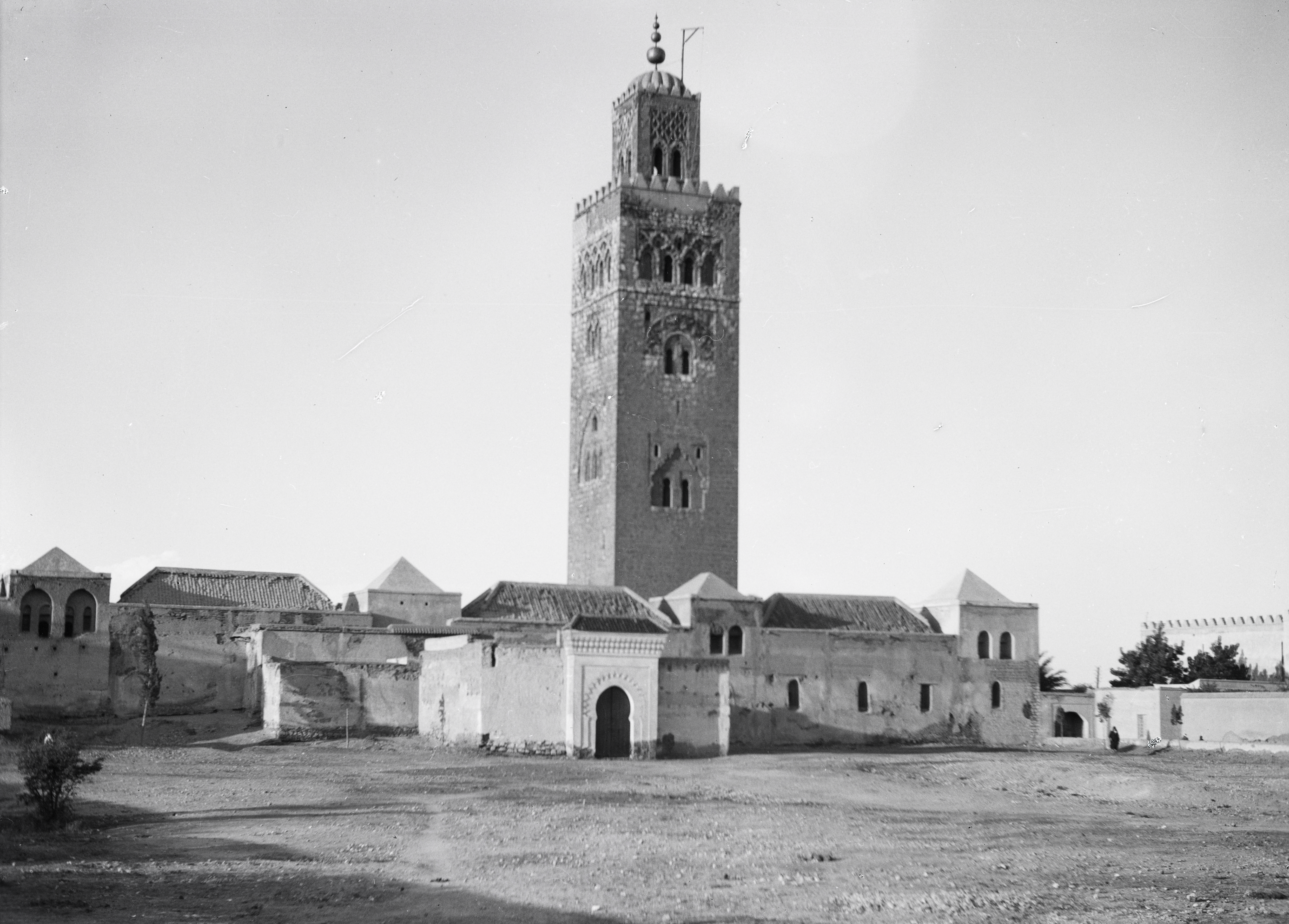
Aufnahme von 1930

Nach der Eroberung von Marrakesch im Jahre 1147 begann Abd al-Mu'min, erster Kalif der Almohaden, den Bau der Moschee auf der Stelle des Palasts Ksar el-Hajar (dt. Steinpalast) der Almoraviden. Die Baugeschichte ist komplex: der almohadische Neubau wurde kurz nach seiner Fertigstellung – angeblich wegen einer fehlerhaften Ausrichtung der Qibla-Wand – im Jahr 1157 durch den heutigen, noch ungenauer orientierten Bau mit ähnlichen Dimensionen ersetzt. Die Koutoubia-Moschee wurde – noch ohne Minarett – im Jahr 1158 eingeweiht. Yaʿqūb al-Mansūr, der Enkel Abd al-Mu'mins, ließ zuerst als Wesir, dann als Kalif das Innere der Moschee teilweise umbauen und den erst im Jahre 1199 fertiggestellten Turm des noch heute existierenden Minaretts errichten. 
Ihren volkstümlichen Namen erhielt die Moschee erst später; er stammt von einem Buchhändler-Suq, der sich in der Nähe der Moschee befand.
Durch das Erdbeben vom 8. September 2023 wurde die Moschee schwer beschädigt.

## Architektur

### Moscheebau

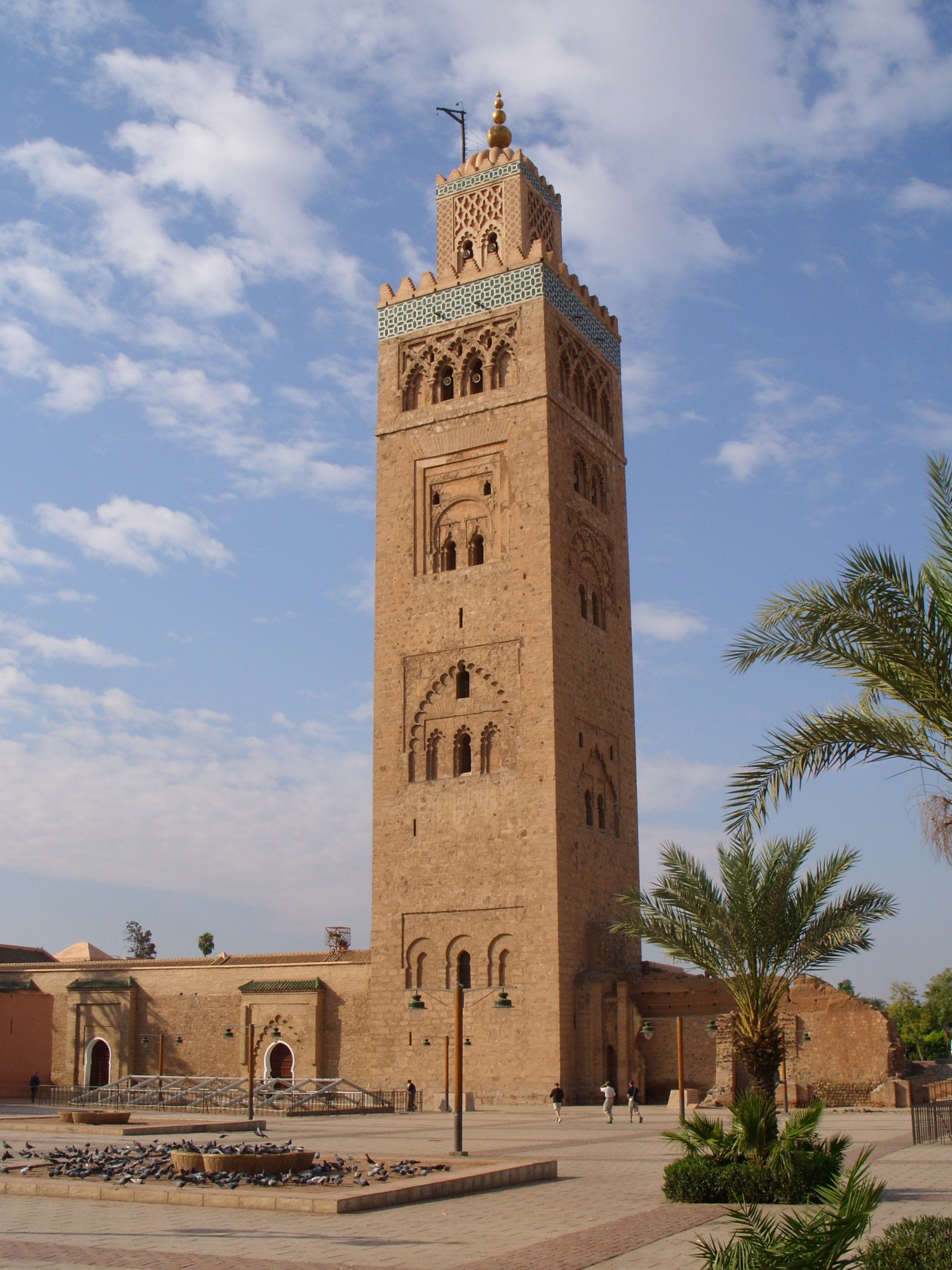
Minarett der Koutoubia-Moschee

Anders als die meisten marokkanischen Moscheen ist die – größtenteils aus Stampflehm errichtete – Koutoubia-Moschee nicht von anderen Gebäuden umklammert und liegt – freistehend und von Palmengärten sowie Freiflächen umgeben – eigenartigerweise etwas abseits der Medina von Marrakesch. Die Grundmaße des etwa 25.000 Gläubige fassenden Moscheebaus betragen ca. 90 × 60 Meter (zum Vergleich: Mezquita de Córdoba ca. 179 × 130 Meter). Der hinter einem von Pfeilerarkaden eingerahmten und – wegen der vom Koran (Sure 5, Vers 6) vorgeschriebenen Waschungen – mit einem großen Brunnenbecken ausgestatteten Innenhof (sahn) befindliche Gebetsraum besteht aus einer Pfeilerhalle mit 17 parallelen Längsschiffen und 7 Querschiffen. Das auf die Mihrab-Nische hin orientierte Mittelschiff ist etwas breiter als die übrigen Schiffe. Das unmittelbar vor der Qibla-Wand liegende Querschiff ist ebenfalls verbreitert – daher wird der Grundriss oft als „T-förmig“ bezeichnet. Im Unterschied zum übrigen Moscheebau ist die Qibla-Wand aus Steinen gemauert und – vergleichbar der Moschee von Tinmal – mit gedrungenen Ecktürmen und einem ähnlichen Aufbau über dem Mihrab versehen.

### Minarett
Zusammen mit der Laterne und dem bekrönenden Kugelschaft (jamur) ist das in einer Ecke des Moscheebaus platzierte und – wegen fehlender Gliederungselemente (Gesimse, Lisenen) – beinahe monolithisch wirkende Minarett 77 Meter hoch bei einer Seitenlänge von 12,8 Metern. Der Turm ist – mit Ausnahme der Ecksteine und der Dekorfelder – aus nur grob behauenen Sandsteinblöcken gebaut.
Im unteren, der Stadt zugewandten Dekorfeld findet sich ein einfaches, aus einer kleinen mittleren Fensteröffnung und zwei seitlichen Blendfenstern mit gemeinsamer Alfiz-Einfassung bestehendes Motiv, das schon am Minarett der Moschee von Tinmal vorkam und auf das Minarett der Sidi-Oqba-Moschee von Kairouan zurückgeführt werden kann. Weitere Dekorfelder umgeben die Fensteröffnungen, die – wegen der im Inneren umlaufenden schrägen Rampen – in unterschiedlicher Höhe angeordnet sind; sie werden von großen dekorativen Blendbögen überfangen, die ihrerseits wiederum von rechteckigen Rahmen (Alfiz) umfasst werden. Der obere, durch ein umlaufendes Gesims abgegrenzte Bereich des Turmschafts zeigt dagegen in gleicher Höhe angeordnete Fenster mit vereinheitlichter Einfassung. Die Brüstung der Plattform ist – weithin sichtbar und erstmals im Maghreb auftretend – mit einem umlaufenden ca. 2 Meter hohen geometrischen Kachelmosaik geschmückt; darüber verläuft ein Zinnenkranz.
Der Laternenaufsatz ist auf allen vier Seiten gleich gestaltet und wiederholt – oberhalb eines kleinen potentiell unendlichen Rautenmusters – das Motiv des umlaufenden Kachelmosaiks mit Zinnenkranz; eine Rippenkuppel bildet den Abschluss. Die Spitze des Minaretts besteht aus einem vergoldeten Kugelstab (jamur), dessen ursprünglich wohl vorhandene symbolische Bedeutung nicht mehr bekannt ist, und einem seitlichen 'Galgen', an dem früher vor dem Freitagsgebet und an religiösen Feiertagen die grüne Fahne des Propheten gehisst wurde. Eine breite spiralförmige Rampe, die während der Bauzeit als Transportweg für das benötigte Baumaterial diente, führt um sechs übereinander liegende Räume im Innern des Turms auf die obere Plattform. Bis zur Einführung einer Lautsprecheranlage ritt der Muezzin möglicherweise den langen und mühsamen Weg auf einem Pferd nach oben.

## Bedeutung
Das Minarett der Koutoubia-Moschee ist das Wahrzeichen der Stadt Marrakesch und des gesamten Landes; allabendlich wird es beleuchtet und ist noch bis in 30 km Entfernung sichtbar. Mehr noch als das etwa 150 Jahre ältere Minarett der Qala der Beni Hammad im heutigen Algerien und zusammen mit der Giralda in Sevilla, dem Hassan-Turm von Rabat und dem Minarett der Kasbah-Moschee in Marrakesch wurde es zum Vorbild für nahezu alle späteren Minarette des Maghreb.

## Legende
Der Sufi-Heilige Sidi Abu l-'Abbas es Sabti (1130–1205) übte als Islamgelehrter in Marrakesch großen Einfluss aus und wird bis heute verehrt. In einer der über ihn erzählten mythischen Geschichten steigt er als Patron der Armen jeden Abend auf das Minarett der Koutoubia-Moschee und kommt erst wieder herunter, wenn alle blinden Bettler der Stadt Essen und ein Nachtlager gefunden haben.

## Ausstattung
Damit die Gläubigen während des Gebets nicht abgelenkt werden, ist die Koutoubia-Moschee – wie die meisten Moscheen des Maghreb – im Innern nur sehr spärlich dekoriert. Bilder und Kultgeräte gab es nicht.
Der Minbar (die Kanzel des Imam) wurde um 1125/30 in Córdoba im Auftrag von Ali ibn Yusuf ibn Taschfin für einen almoravidischen Vorgängerbau gefertigt; er ist ca. 4 Meter hoch und ca. 3,50 Meter tief und kunstvoll mit Elfenbein, Ebenholz und Sandelholz inkrustiert. Die Seitenwangen zieren – potentiell unendliche – geometrische Flechtbandornamente; die Treppenstufen dagegen sind mit einer Vielzahl eher traditioneller Blendarkaden mit Hufeisenbögen geschmückt. Heute ist der noch bis in die 1960er Jahre benutzte Minbar nach einer umfassenden Restaurierung in einem Nebengebäude des El Badi-Palastes ausgestellt.